# 下関通り魔殺人事件
下関通り魔殺人事件（しものせきとおりまさつじんじけん）は、1999年（平成11年）9月29日に山口県下関市の西日本旅客鉄道（JR西日本）下関駅において発生した通り魔事件である。

## 概要

### 事件発生
1999年9月29日午後4時25分頃、加害者である運送業の男Uがレンタカーの乗用車（8代目マツダ・ファミリア）に乗ったままJR下関駅東口駅舎のガラスのドアを突き破って駅構内の自由通路に車ごと侵入、そのまま売店や多数の利用客などの存在する駅構内を約60m暴走して7人をはねた。その後車から降り、包丁を振り回しながら改札を通過し、2階のプラットホームへと続く階段を上る途中で1人に切りつけ、プラットホームに上がってからさらに7人に無差別に切りつけた。Uは駅員に取り押さえられ山口県警察鉄道警察隊に現行犯逮捕された。
Uのこれらの行為により、5人が死亡、10人が重軽傷を負った。

### 犯行の動機
Uは1987年3月に九州大学工学部建築学科を卒業し、1989年から福岡市内の設計事務所やコンピュータソフト会社に勤務したが、対人関係が上手くいかず退職。1992年に一級建築士の資格を取得して、1993年に自身で設計事務所を立ち上げたが、経営に行き詰まり廃業。新婚旅行で訪れたニュージーランドへの移住を計画するようになる。
1998年2月に実家に戻り、「人に会わなくて済むから」という理由で1999年1月に軽トラックを購入して運送業を始めたが、同年6月には単身でニュージーランドに渡航していた妻が帰国し離婚を切り出され、さらに9月には台風18号で軽トラックが冠水し使用不能になった。Uは、ニュージーランドへ移住してこの状況から抜け出そうと考えて、父親に軽トラックのローンの肩代わりと移住費用を無心したが断られ、ローン返済のために実家の車で運送業を続けるよう説得された。「何をやってもうまくいかない」と思うようになったUは、その責任が両親と社会にあると考え、本件での犯行に及んだという。
Uは当初、人通りの多い日曜を選んで10月3日に決行しようとし、9月28日に包丁を購入するとともに下関駅周辺を下見していた。しかし、9月29日に父親から電話で軽トラックの廃車手続を自分でするよう言われたことに腹を立てて、その日のうちに決行することに決め、午後にレンタカーを借りた後、人通りの多い夕刻を狙って犯行に及んだ。犯行の前には、120錠もの睡眠薬を服用していた。
なお、下関での事件の約3週間前に池袋通り魔殺人事件が起きていた。Uは公判の中で「池袋の事件を意識した」「池袋の事件のようにナイフを使ったのでは大量に殺せないので車を使った」と述べている。
また、Uは月に数回下関市内の民間病院に通っていたことも分かったため、Uの精神状態の調査も実施された。さらにUは、「包丁は犯行のために買った。怪我をした人や死んだ人には悪いことをしたと思うし、可哀想だと思う」と反省の様子も伺わせていた。

## 裁判
1999年12月22日、山口地裁下関支部（並木正男裁判長）で初公判が開かれ、Uは起訴事実をほぼ全面的に認めた。冒頭陳述で検察側はUが仕事や結婚生活がうまくいかずに行き詰まりを感じる中で「生きていても仕方がない。自殺しよう。いつも自分だけがみじめな思いをしてきた。ただ死ぬわけにはいかない。社会に大きなダメージを与えてやろう。それには大量無差別殺人しかない」とUが本事件を実行した経緯を述べた。一方、弁護側は「被告人は事件当時、心神耗弱の状況にあった」と主張、刑事責任能力について争う姿勢を示した。
刑事裁判の中で、弁護側がUの精神鑑定を請求。弁護側の申請した鑑定医による精神鑑定の結果、Uには妄想性パーソナリティ障害（パラノイア）や「受動攻撃性パーソナリティ障害」（通常は受動攻撃性という）があり、事件発生当時心神喪失に近い心神耗弱状態にあったとの鑑定を行った。一方、検察側が証人として申請した鑑定医は、Uには完全責任能力があるとの判断を下した。
2002年9月20日、山口地裁下関支部（並木正男裁判長）で判決公判が開かれ、Uの完全責任能力を認め、求刑通りUに死刑判決を言い渡した。
Uは控訴したが、2005年6月28日、広島高裁（大渕敏和裁判長）は「犯行時、完全責任能力があったことは明らか」として一審・山口地裁下関支部の死刑判決を支持し、控訴を棄却した。
最大の争点となった刑事責任能力について、精神鑑定の結果などから「責任能力に影響を及ぼすような異常性をうかがわせる徴候は皆無。妄想に支配されて犯行に及んだと考える余地はない」として完全責任能力を認めた一審の判断を追認した。また、犯行態様については「多数の人々を殺害しようと決意し、事前の計画に従って、極めて冷静、合理的に犯行を行っている」と指摘。さらに犯行動機については「運送業が継続できなくなったうえ、両親からの援助も拒絶され、八方ふさがりの状態で将来に絶望し、無差別大量殺人をしたあとに自殺すれば、両親に対するうっぷんばらしになると考え、犯行に及んだ」と述べた。
その後、Uは最高裁に上告したが、2008年7月11日、最高裁第二小法廷（今井功裁判長）はUの上告を棄却する決定を出した。判決訂正申立も8月27日付で棄却されたため、Uに対する死刑判決が確定した。

## 死刑執行
2012年3月27日、小川敏夫法務大臣が死刑執行命令書への署名を行い、翌々日の3月29日に広島拘置所でUの死刑が執行された。死刑の執行は1年8ヶ月ぶりのことで、同日には横浜前妻一家殺人事件、宮崎連続強盗殺人事件の各死刑囚（共に2007年に死刑判決確定）に対しても死刑が執行された。

## その他
自動車による被害は、加害者の故意によるものであっても自動車損害賠償責任保険（自賠責保険）の補償対象となるため、自動車にはねられて死傷した被害者に対しては、自賠責による支払いがおこなわれた。
一方、自動車によらずナイフで死傷した人達に対しては、犯罪被害者等給付金のみが支払われたため、同じ事件でありながら公的補償額が不平等であるとの指摘もあった。このことを契機に、2001年に犯罪被害者等給付金の支給等に関する法律が改正され、犯罪被害者への補償範囲の拡大と支給額の見直しが行われている。
なお、この事件で加害者が自動車で侵入した下関駅東口の駅舎は、通り魔事件から約7年後の2006年（平成18年）1月7日に、放火により焼失（下関駅放火事件）、その後の駅周辺の再開発にあわせて、改札口の位置や形状も事件当時とは大きく変わっている。